# Geo-TV
Geo-TV är en privat TV-station i Pakistan, startad 2002. TV-station har flera gånger har varit föremål för polisattacker, på grund av sin granskande journalistik.
Hamid Mir är en av stationens mest kända journalister. I en intervju i TV 4 Nyheterna den 12 november 2007 berättade han om vilka svåra omständigheter massmedia i Pakistan lever under, sedan general Musharraf den 3 november ännu en gång infört undantagstillstånd i landet. Man tvingades sända sina hemligt producerade program, från Geo-TV:s kontor i Dubai, förmedlade via gömda parabolsändare i Pakistan.